# Allobaccha monobia
Allobaccha monobia är en tvåvingeart som först beskrevs av Terry 1905.  Allobaccha monobia ingår i släktet Allobaccha och familjen blomflugor. Inga underarter finns listade i Catalogue of Life.